# Listă de filme românești din 2020
Aceasta este o listă de filme românești din 2020:

## Lista
| Premiera mondială | Titlu      | Studio                               | Distribuție, echipa tehnică                                                                | Gen                                                  | Ref.        |
| ----------------- | ---------- | ------------------------------------ | ------------------------------------------------------------------------------------------ | ---------------------------------------------------- | ----------- |
|                   | Omega Rose | Blue Heron Productions, Keep Movieng | Regia George Dorobanțu. Cu: Mircea Silaghi, Bogdan Iancu, Florin Piersic Jr., Radu Bânzaru | Film SF, aventură, dramatic, mister, postapocaliptic | [ 1 ] [ 2 ] |